# Силаев, Борис Иванович
Бори́с Ива́нович Сила́ев (род. 28 февраля 1946, Ляличи, Михайловский район Приморский край, СССР) — советский, киргизский и российский государственный деятель, и. о. премьер-министра Кыргызской Республики (декабрь 1998 — апрель 1999).

## Биография
После окончания в 1964 году Токмакского техникума механизации и электрификации сельского хозяйства, до 1977 года работал электромонтером, служил в армии, позже, электроналадчик, инженер-технолог, начальник цеха завода «Тяжэлектромаш» в г. Фрунзе.
В 1974 году окончил Фрунзенский политехнический институт.
С 1977 — на партийной работе, до 1990 — секретарь партбюро завода «Тяжэлектромаш», заведующий отделом Первомайского райкома партии, Фрунзенского горкома КПСС, первый секретарь Октябрьского райкома Компартии Киргизии, выпускник Алма-Атинской высшей партийной школы (1990).
В 1990—1991 годах — председатель Октябрьского райсовета г. Фрунзе. До 1992 года — первый заместитель председателя Чуйского областного совета депутатов трудящихся.
С 1992 по 1993 год — и. о. министра труда и социальной защиты населения Кыргызстана.
В 1993—1995 годах возглавлял Октябрьскую районную госадминистрацию Бишкека.
С февраля 1995 по апрель 1998 года — глава местного самоуправления (мэр) Бишкека.
С апреля 1998 по апрель 1999 года — вице-премьер-министр Кыргызской Республики.
С декабря 1998 по апрель 1999 года — исполняющий обязанности премьер-министра Кыргызской Республики.
С апреля 1999 по ноябрь 2000 года — первый вице-премьер-министр Кыргызстана.
Избирался депутатом Верховного Совета Кыргызстана 12-го созыва.
В марте 2001 года был назначен первым заместителем начальника Аналитического управления мэра Москвы.
С мая 2002 года — заместитель руководителя Департамента международных связей правительства Москвы.

## Награды
- 2000 — Медаль «Данк»

## Источник
- Силаев Борис Иванович
- Boris Silaev at Radio Free Europe